# 我們回家吧
《我們回家吧》（Let's Go Home），是台灣大哥大MyVideo與SELFPICK聯合製作的網路行腳實境節目，主持人為曾寶儀。節目主題由主持人與8位明星嘉賓，一同造訪出生成長或別具意義的家鄉。MyVideo於2020年12月7日首播。第二季於2022年3月17日起，訪問13位來賓，回到他們的家，由MyVideo、三立都會台首播，MOMO綜合台於3月20日起跟播。第三季2025年6月14日起MyVideo、三立都會台首播，YouTube於6月21日起首播

## 播出時間

### 第一季
| 頻道    | 所在地 | 播映日期       | 播出時間     |
| ------- | ------ | -------------- | ------------ |
| MyVideo | 臺灣   | 2020年12月7日  | 每週一 12:00 |
| YouTube | 臺灣   | 2020年12月14日 | 每週一 12:00 |

### 第二季
| 頻道       | 所在地 | 播映日期      | 播出時間         |
| ---------- | ------ | ------------- | ---------------- |
| MyVideo    | 臺灣   | 2022年3月17日 | 每週四 12:00     |
| 三立都會台 | 臺灣   | 2022年3月17日 | 每週四 22:00     |
| MOMO綜合台 | 臺灣   | 2022年3月20日 | 每週日、二 22:00 |

### 第三季
| 頻道       | 所在地 | 播映日期      | 播出時間     |
| ---------- | ------ | ------------- | ------------ |
| MyVideo    | 臺灣   | 2025年6月14日 | 每週六 12:00 |
| 三立都會台 | 臺灣   | 2025年6月14日 | 每週六 23:00 |
| YouTube    | 臺灣   | 2025年6月21日 | 每週六12:00  |

## 節目列表

### 第一季
| 集數 | 播放日期       | 地點         | 來賓      |
| 1    | 2020年12月7日  | 彰化縣二林鎮 | 千千      |
| 2    | 2020年12月14日 | 台中市大雅區 | 黃路梓茵  |
| 3    | 2020年12月21日 | 雲林縣西螺鎮 | 曾珮瑜    |
| 4    | 2020年12月28日 | 宜蘭縣羅東鎮 | 林美秀    |
| 5    | 2021年1月4日   | 高雄市路竹區 | 林思宇    |
| 6    | 2021年1月11日  | 台東縣台東市 | 姚以緹    |
| 7    | 2021年1月18日  | 台東縣長濱鄉 | 以莉·高露 |
| 8    | 2021年1月25日  | 南投縣南投市 | 隋棠      |

### 第二季
| 集數 | 播放日期      | 地點         | 來賓   |
| 1    | 2022年3月17日 | 台北市士林區 | 鳳小岳 |
| 2    | 2022年3月24日 | 台南市仁德區 | 盧廣仲 |
| 3    | 2022年3月31日 | 新竹縣尖石鄉 | 曾之喬 |
| 4    | 2022年4月1日  | 高雄市旗山區 | 許富凱 |
| 5    | 2022年4月7日  | 苗栗縣三灣鄉 | 米莎   |
| 6    | 2022年4月14日 | 屏東縣春日鄉 | 子育   |
| 7    | 2022年4月21日 | 新北市貢寮區 | 蔡昌憲 |
| 8    | 2022年4月28日 | 花蓮縣新城鄉 | 曾文翰 |
| 9    | 2022年5月5日  | 臺東縣台東市 | 桑布伊 |
| 10   | 2022年5月12日 | 彰化縣鹿港鎮 | 林哲熹 |
| 11   | 2022年5月19日 | 彰化縣田中鎮 | 任賢齊 |
| 12   | 2022年6月2日  | 高雄市鳳山區 | 謝哲青 |
| 13   | 2022年6月9日  | 台北市萬華區 | 唐綺陽 |

### 第三季
| 集數 | 播放日期      | 地點         | 來賓   |
| 1    | 2025年6月14日 | 彰化縣彰化市 | 謝盈萱 |
| 2    | 2025年6月21日 | 花蓮縣花蓮市 | 婁峻碩 |
| 3    | 2025年6月28日 | 台南市中西區 | 蔡凡熙 |
| 4    | 2025年7月5日  | 台北市北投區 | 旺福   |
| 5    | 2025年7月12日 | 花蓮縣玉里鎮 | 謝依霖 |
| 6    | 2025年7月19日 | 嘉義縣新港鄉 | 林懷民 |
| 7    | 2025年7月26日 | 南韓首爾     | 葉舒華 |
| 8    | 2025年8月2日  | 高雄市       | 安芝儇 |
| 9    | 2025年8月9日  | 基隆市       | 百白   |

註：縣市鄉鎮區為該集來賓從小生活長大的地方為主，實際上則有到訪周邊鄉鎮區。

## 主題曲
《我們回家吧》
- 演唱：曾寶儀
- 作詞：楊子樸、劉佳昀
- 編曲混音：6kz

## 獎項及提名

### 金鐘獎
| 年份   | 獲提名         | 獎項                                | 結果 |
| ------ | -------------- | ----------------------------------- | ---- |
| 2021年 | 曾寶儀         | 第56屆金鐘獎 益智及實境節目主持人獎 | 提名 |
| 2022年 | 曾寶儀         | 第57屆金鐘獎 生活風格節目主持人獎   | 提名 |
| 2022年 | 《我們回家吧》 | 第57屆金鐘獎 生活風格節目獎         | 提名 |

## 外部連結
- 我們回家吧的Instagram帳戶
- 我們回家吧的Facebook專頁
- 我們回家吧 - 行腳 - 節目線上看 - myVideo （页面存档备份，存于）